# Analgesia postoperatoria
El dolor postoperatorio puede ser muy intenso según el tipo de cirugía, por lo cual se utilizan distintos analgésicos para tratarlo. Hay cirugías que provocan un dolor postoperatorio leve (como la cirugía de mama), dolor moderado (como la laparoscopia) o intenso (como la cirugía hepática, la cirugía torácica, la cirugía de mano, la cirugía para remover hemorroides o para colocar una prótesis de rodilla). El dolor leve e incluso el moderado es controlado fácilmente con analgésicos antiinflamatorios no esteroidales (AINEs). El dolor intenso es un verdadero reto para el trabajo del anestesiólogo, puesto que hay trabajos que demuestran que un buen control del dolor mejora el estado funcional y la recuperación del paciente; el abordaje del dolor postoperatorio intenso actualmente es multimodal, utilizando diversas técnicas al mismo tiempo.
Los fármacos opioides como la morfina por vía endovenosa son los más frecuentemente utilizados. La asociación con AINEs permite reducir la dosis y disminuir los efectos secundarios de ambos.
Según el tipo de cirugía se pueden realizar bloqueos nerviosos de la zona operada (bloqueo paravertebral en cirugía torácica).
La analgesia peridural torácica con catéter en perfusión continua es cada vez más utilizada en cirugía abdominal y torácica.

## Analgesia controlada de pacientes
La PCA (Patient controled analgesia) consiste en la administración de diferentes fármacos, en general morfina a través de una bomba de perfusión que el paciente puede accionar cuando siente dolor. Puede además administrar una perfusión continua, sobre todo las primeras veinticuatro horas en que el dolor es más intenso. Dicha bomba posee unos mecanismos de seguridad mediante los cuales el paciente no puede administrarse dosis repetidas durante un tiempo de seguridad para evitar efectos secundarios. Diversos estudios han demostrado que es el mejor sistema de analgesia postoperatoria.